# Henry C. Miner

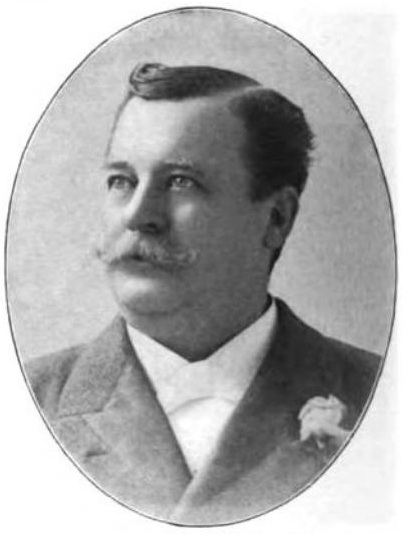

Henry Clay Miner (* 23. März 1842 in New York City; † 22. Februar 1900 ebenda) war ein US-amerikanischer Impresario und Politiker. Zwischen 1895 und 1897 vertrat er den Bundesstaat New York im US-Repräsentantenhaus.

## Werdegang
Henry Clay Miner wurde ungefähr vier Jahre vor dem Ausbruch des Mexikanisch-Amerikanischen Krieges in New York City geboren und wuchs dort auf. In dieser Zeit besuchte er öffentliche Schulen und das American Institute of Physicians and Surgeons. Danach war er im Arzneimittelgeschäft tätig. 1864 besaß er fünf eigene Theater in New York City und Newark (New Jersey). Er war Präsident eines Unternehmens, welches auf Lithografie spezialisiert war, Herausgeber des American Dramatic Directory und viele Jahre lang Präsident der Actors’ Fund Association. Politisch gehörte er der Demokratischen Partei an.
Bei den Kongresswahlen des Jahres 1894 für den 54. Kongress wurde Miner im neunten Wahlbezirk von New York in das US-Repräsentantenhaus in Washington, D.C. gewählt, wo er am 4. März 1895 die Nachfolge von Timothy J. Campbell antrat. Da er auf eine erneute Kandidatur im Jahr 1896 verzichtete, schied er nach dem 3. März 1897 aus dem Kongress aus.
Nach seiner Kongresszeit war er wieder im Theatergeschäft tätig, verfolgte aber auch andere Geschäfte. Er verstarb am 22. Februar 1900 in New York City und wurde dann auf dem Green-Wood Cemetery in Brooklyn beigesetzt.